# Лело для Грузії
Лело для Грузії — центристська ліберальна політична партія в Грузії, створена наприкінці 2019 року бізнесменами Мамукою Хазарадзе та Бадрі Джапарідзе.  Партія залучила ряд відомих політичних діячів і партій (шляхом злиття), зокрема Рух розвитку Давида Усупашвілі, Партію нових прав і Пікрію Чихрадзе. 